# Grand Morin
A Grand Morin folyó Franciaország területén, a Marne bal oldali mellékfolyója.

## Földrajzi adatok
A folyó  Lachynál, Marne megyében ered 190 méter magasan, és Esbly-nél Seine-et-Marne megyében torkollik be a Marne-ba. Vízgyűjtő területe 1 197 km², a hossza 118,2 km.

## Megyék és városok a folyó mentén
- Marne
- Seine-et-Marne: La Ferté-Gaucher, Coulommiers, Tigeaux, Crécy-la-Chapelle.